# Inmigración croata en Bolivia
La inmigración croata en Bolivia fue un movimiento migratorio que remonta sus raíces al siglo XIX, el cual tuvo cierta y fuerte descendencia importante. El gobierno de Croacia estima que la diáspora croata en Bolivia cuenta con un número estimado entre 5.000 y 8.000 personas, entre inmigrantes y descendientes de tercera y cuarta generación.

## Historia
El grueso de los inmigrantes croatas llegaron a Bolivia en el período comprendido entre fines del siglo XIX y la Primera Guerra Mundial, contabilizando alrededor de 25000, muchos llegados desde la vecina ciudad de Antofagasta. Los primeros inmigrantes eran considerados austriacos, pues venían con pasaporte de ese Imperio. Recién después de 1918 ingresaron al país como yugoslavos.
Como Croacia no existía como país, los inmigrantes fundaron instituciones bajo el seudónimo de "eslavo".
De acuerdo con las informaciones y los testimonios recogidos en forma descrita, la inmigración de croatas hacia Bolivia se inicia a mediados del siglo pasado (siglo XIX); es decir, varias décadas después que marinos del mismo origen, tripulantes de veleros de Ragusa (Dubrovnik), genoveses y españoles habían comenzado a “desertar” de aquellas naves al llegar a Buenos Aires y Montevideo, donde comenzaban una nueva vida. El ingreso de aquellos inmigrantes a Bolivia se producía simultáneamente con el ingreso de otros compatriotas a Chile y Perú. Sus metas eran las zonas mineras. Ello testimonia que ya entonces se tenía conocimiento en Croacia de la existencia de diversos minerales en Cerro de Pasco (Perú), de oro en Tipuani y en los arroyos situados entre La Paz y el Monte Illimani, de plata en Potosí, de cobre, oro y salitre en Antofogasta, y de plata y salitre en Tarapacá. (En estos dos casos, se trataba de territorios pertenecientes a Perú y Bolivia,  y anexados por Chile después de la guerra del Pacífico). Al promediar el año 1850, aparece en Potosí el primer grupo de inmigrantes croatas. Según relatos de informantes se trataba de Mateo Rendić, Juan Jakšić, Vicente Vučić y Mateo Dubravčić. Apenas hubieron llegado, los cuatro se dedicaron a cateos y extracción de mineral de plata. Durante los tres años siguientes se les fueron sumando nuevos pequeños grupos de compatriotas, todos resueltos a seguir los pasos de los primeros, “arañando” cerros. Muy poco pudo averiguarse respecto al resultado de sus esfuerzos, y respecto al tiempo que permanecieron todos esos grupos en Potosí. Lo que sí se supo fue que dos de ellos, Jakšić y Rendić, se encontraban en 1870 en Antofagasta, con importantes comercios; lo que testimonia que en Potosí habían amasado cierta fortuna. A partir de 1870, el cambio de residencia de aquellos pioneros entre las dos ciudades fue incesante.
Voces que corrían de boca en boca afirmaban que ya antes de 1870 se habían desprendido del núcleo de Potosí “varios paisanos” para internarse entre alejados cerros y montañas, entre los blancos picos de la Cordillera, en busca de aquello por lo que habían trepado el Altiplano; en busca de oro y plata. Fue esa la hora en la que la fiebre de oro había subido al grado máximo. Los que luego trasmitieron la noticia a los compatriotas de otras ciudades, recordaban el nombre de uno solo de esos intrépidos pioneros. Era Martin Marušić, oriundo de Brist,  en la rivera de Makarska, Dalmacia. A partir del día de su alejamiento de Oruro, transcurrieron semanas, y luego meses, y se cumplían años; pero jamás nadie tuvo noticias de ellos. ¿Habrían perecido congelados en alguna montaña, o los cubrieron avalanchas de nieve, o los venció el hambre y el cansancio? Este interrogante nunca tendrá respuesta.
Durante las dos últimas décadas del siglo pasado, el flujo de inmigrantes croatas aumentaba cada año. Aunque se desconoce en qué orden fueron llegando, no hay duda que en ese período se habían establecido en Oruro. Cochabamba y La Paz, entre tantos otros, los Yugoeslavo, Vrsalović, Garafulić, Eterović, Orlandini, Matulić, Sabioncello, Jutronić, Kukoč, Marinović, Pavić, Vladislavić, Nigoević, Martinić, los hermanos Kršul, Perinić y Bojanić. La mayoría de ellos (al igual que de aquellos que también residieron allí, pero no dejaron quien los recuerde), procedían de las islas de Brač, Hvar y Vis, de la costa firme de Dalmacia y del litoral de Croacia. Al comenzar el siglo actual (siglo XX), el número de croatas que residían en Bolivia pasaba del millar.
Además de buscadores de oro y plata y de mineros, los primeros inmigrantes croatas en el país del Altiplano trabajaban en la construcción de caminos y vías férreas, en la selva boliviana y en faenas agrícolas. Luego, una vez asentados, una parte de ellos se dedicó al comercio e industria, a la que nos referiremos más adelante.
Tal como ya era una línea de conducta de las demás colectividades croatas dispersas por el mundo, la residente en Bolivia siempre supo cultivar la vida social, cultural y patriótica. Entre 1880 y 1890, residentes de las tres ciudades principales, La Paz, Oruro y Cochabamba, fundan sendas instituciones, con el único nombre de “Sociedad Slava de Socorros Mutuos”. Casi simultáneamente, esas instituciones construyen mausoleos sociales en Cochabamba y Oruro. Ocasionalmente, los residentes realizan colectas, cuyos frutos remiten a instituciones humanitarias en Croacia.
Entre 1890 y 1914, año del estallido de la Primera Guerra Mundial, varios centenares de croatas se habían establecido en diferentes zonas del país, particularmente en Oruro, donde se vivía intensamente la “fiebre del estaño”. Un lustro después comienzan a llegar al país nuevos grupos, generalmente familiares y coterráneos de viejos residentes. Esa nueva corriente prosigue hasta el estallido de la Segunda Guerra Mundial, hora en la que el número total de ingresados era superior a 2.000. En esos años, la presencia de croatas era notable en todas las actividades, y en toda Bolivia: La Paz, Oruro, Tarija, Potosí, Sucre, Cochabamba, Santa Cruz de la Sierra, Beni, entre otras ciudades.  La cifra total de los arribados entre fines del siglo XIX y comienzos del XX a Bolivia oscila entre los 1.500 inmigrantes.